# Fluvionectes
Fluvionectes (que significa "nadador de río", tanto del latín como del griego) es un género de plesiosaurio elasmosáurido que se encontró en la Formación Dinosaur Park en Alberta, Canadá. Se conoce a partir de un único ejemplar, el holotipo, que incluye partes de la zona del tronco.

## Descripción
Fluvionectes midió probablemente 5 metros de largo.

## Clasificación
Los descriptores ubicaron a Fluvionectes en Elasmosauridae, en un clado con Albertonectes, Nakonanectes, Styxosaurus y Terminonatator, lo que por definición lo ubica en la subfamilia Elasmosaurinae.

## Paleobiología
Fluvionectes parece haber sido un animal de agua dulce, en contraste con la mayoría de los elasmosaurios que eran oceánicos.